# Belleville (Wisconsin)
Belleville è un comune degli Stati Uniti, situato in Wisconsin, nella Contea di Dane e in parte nella Contea di Green.